# Dymasius simplex
Dymasius simplex es una especie de escarabajo del género Dymasius, familia Cerambycidae. Fue descrita científicamente por Gressitt & Rondon en 1970.
Habita en Laos, Malasia y Singapur. Los machos y las hembras miden aproximadamente 10-10,5 mm. El período de vuelo de esta especie ocurre en los meses de abril y mayo. 